# Sätraängskyrkan
Sätraängskyrkan är en distriktskyrka vid Sätra prästgård i nordvästra hörnet av Danderyds församling i Stockholms stift.

## Sätra prästgård

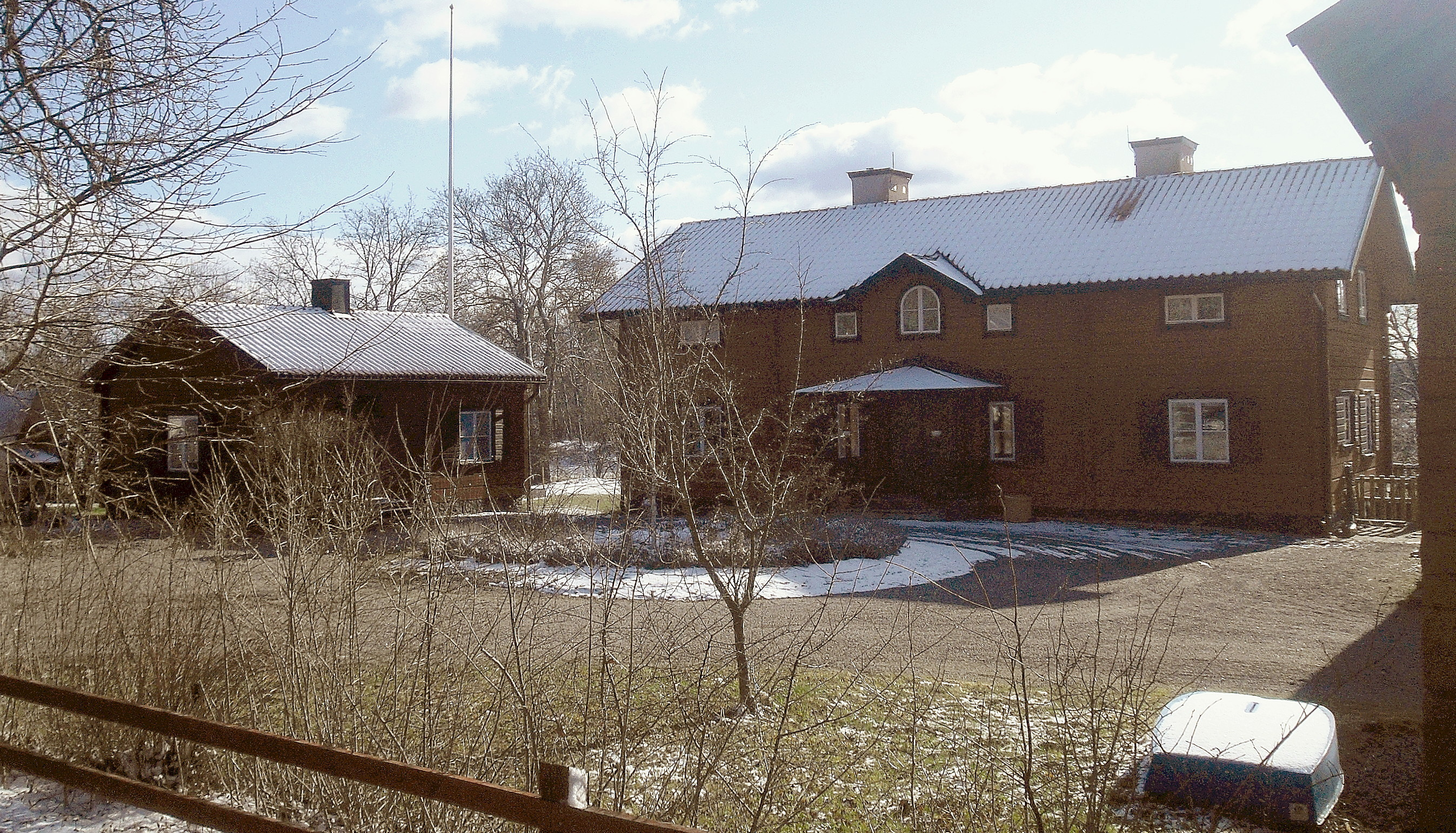
Sätra prästgård, mars 2012

År 1653 såg riksrådet Svante Svantesson Banér till att Danderyds församling blev ett eget pastorat. Han skänkte till församlingen ett 1/8 mantal Sätra och lät uppföra en prästgård med huvudbyggnad, flyglar och ekonomibyggnader. 1656 färdigställdes prästgården och första kyrkoherden flyttade in. Under 1700-talet förföll prästgården, till att börja med på grund av pesten 1710-1711, men senare på grund av brist på ekonomiska medel. Förfallet fortgick fram till 1783 då kyrkoherde Johan Peter Wallensteen flyttade in och satte igång en restaurering. År 1915 upphörde Sätra att vara prästgård och förvaltningen övertogs av Uppsala stift. 1959 återtogs förvaltningen av Danderyds församling. Gården hade då förfallit och flera byggnader var så illa åtgångna av röta och husbock att de inte kunde räddas. Byggnaderna revs och ersattes med nya som uppfördes på samma platser efter de ursprungliga ritningarna. Byggnaderna blev bostäder åt distriktsprästen och flera församlingsanställda. Idag är gården åter tjänstebostad åt kyrkoherden i Danderyds församling.
I samband med renoveringen och nybyggnationen gjordes ett före detta brygghus om till gårdskapell och i oktober 1970 invigdes prästgården och kapellet av biskop Helge Ljungberg.

## Nuvarande kyrkobyggnad
Behov fanns för en större gudstjänstlokal. 1979 framlades ett förslag till en småkyrka ritad av arkitekt Rolf Bergh, men förslaget avvisades på grund av kostnads- och byggnadsmässiga skäl. Ett annat förslag kom från arkitekt Bo Grefberg i Stocksund, som gick ut på att riva en gammal nedgången loge och ersätta den med en kyrkobyggnad av samma storlek. Förslaget antogs och ritningar upprättades. Hösten 1984 invigdes den nya kyrkan av kontraktsprost Hans Tollin. Vid tioårsjubileet fick den sitt nuvarande namn Sätraängskyrkan. Träkyrkan är rödmålad och har en rektangulär planform. Den täcks av ett sadeltak belagt med tegel. Kyrkorummet har ett tredingstak klätt med träpanel. I kyrkans bakre del finns vestibul och sakristia.
En fristående klockstapel är uppförd 1976 med hjälp av frivilligt insamlade medel och invigd av biskop Helge Fosseus. I stapeln hänger två klockor som är tillverkade av Bergholtz klockgjuteri i Sigtuna.

## Inventarier
- Dopfunten består av en grönlaserad cuppa som bärs upp av ett rödbrunlaserat trästativ.
- På korväggen hänger ett altarskåp av trä som är gjort av Syster Lydia från Mariadöttrarna vid Vallby kyrka. Mitt i altarskåpet finns en bild som föreställer den uppståndne Kristus. Vänstra dörrens bildfält skildrar bebådelsen. Högra dörrens bildfält skildrar pingsten och människans förhållande till Gud.
- Orgeln på fem stämmor är byggd 1984 av Walter Thür Orgelbyggen i Torshälla.
- En ljusbärare är tillverkad av Syster Lydia.
- På altaret står ett bysantinskt kors med en fot tillverkad av golvträ från Danderyds kyrka.
- Kyrksilvret är tillverkat 1986 av silversmeden Carl-Göran Hemlin.

### Webbkällor
- Danderyds församling
- Wikimedia Commons har media som rör Sätraängskyrkan.